# Skärgårdscentrum Korpoström

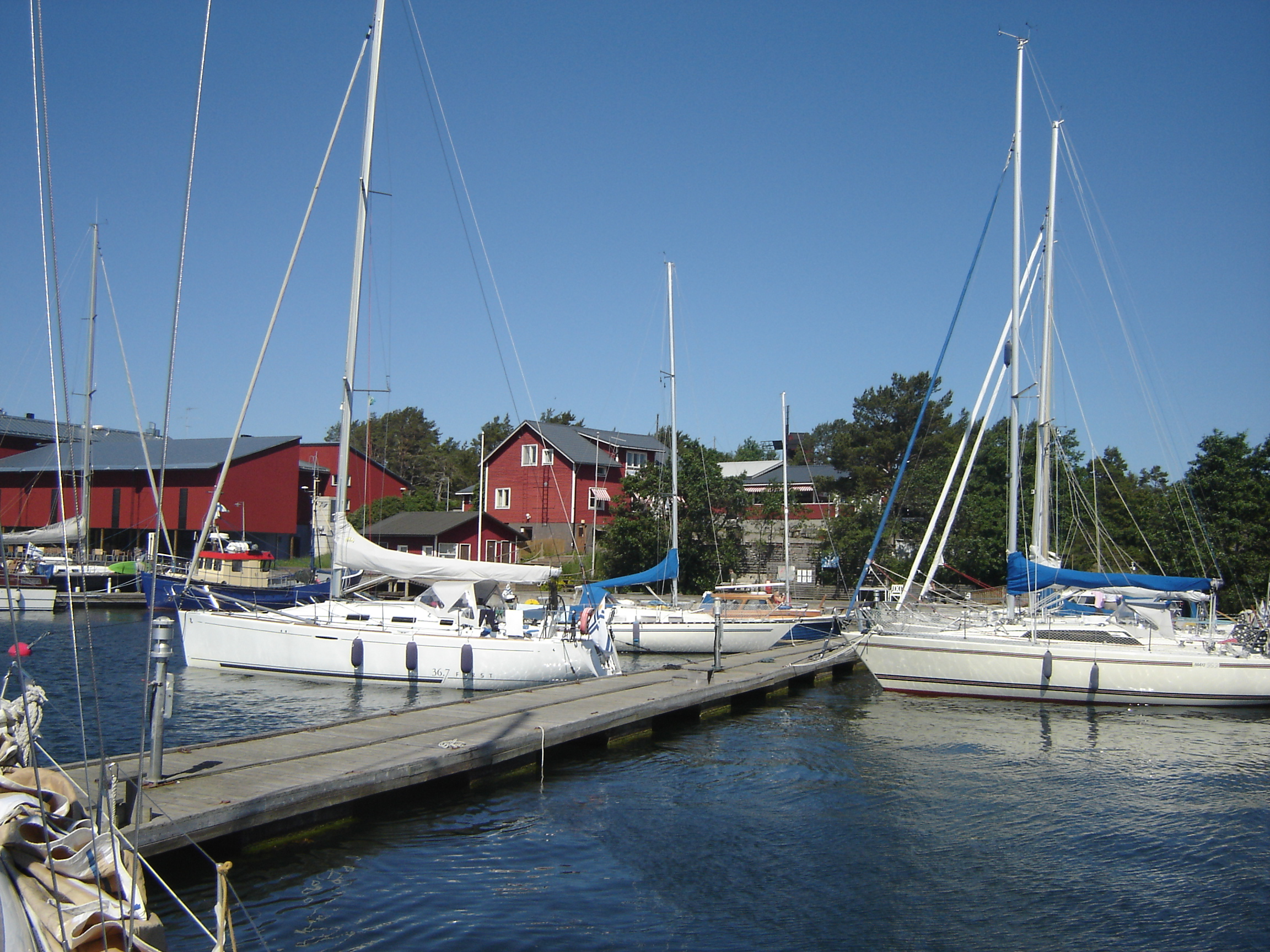
Skärgårdscentrum Korpoström med huvudbyggnaden till vänster i bakgrunden.

Skärgårdscentrum Korpoström är ett besökscentrum som grundades år 2004 vid sundet Korpoström i byn Österkalax i Korpo, Pargas. Skärgårdscentrum ordnar utställningar och evenemang om skärgårdsspecifika frågor. Skärgårdscentrum är bas för Skärgårdshavets nationalpark och fungerar också som marinbiologisk station i regi av Enheten för miljö- och marinbiologi vid Åbo Akademi. Forststyrelsen bedriver också marinbiologisk verksamhet i huset, med det huvudsakliga målet att inventera den marina och kustnära naturen samt att kartlägga syrefattiga och döda bottnar i Östersjön. Till huvudaktörerna i Skärgårdscentrum hör även Skärgårdshavets biosfärområde och lokala konst- hantverks- och kulturnätverk.
De växlande utställningarna belyser aktuella frågor och andra skärgårdsrelaterade fenomen. Utställningarnas temata täcker hela Åbolands skärgård och Skärgårdshavet. Skärgårdscentrets verksamhet och program presenteras för barn i det så kallade Knattelabbet. På hösten besöker dagis- och skolgrupper Knattelabbet för att utforska livet under ytan.
I Skärgårdscentrum finns auditorium för 120 personer, mötesrum i olika storlekar och en restaurang med 120 platser (plus ytterligare 80 platser på terrassen). Gästhamnen rymmer cirka 70 båtar. Hotellet har totalt 16 rum för 1–4 personer. Mataffären Strandboden  är öppen under sommaren och säljer också bränsle till både bilar och båtar.
En undervattensnaturstig i strandvattnen runt ön Stora Hästö ligger cirka 5 kilometer sydväst om Skärgårdscentrum. Två delfiner (Delphinus delphis ) sågs framför Skärgårdscentrum Korpoström 2006. Korpoström har tack vare sitt geografiska läge och sin skyddade hamn varit en viktig knutpunkt även historiskt sett. Sundet var en viktig bas för krigsfartyg på 1700- och 1800-talen. År 1743 stod här ett sjöslag mellan Sverige och Ryssland. Lämningar i form av hällristningar, förtöjningsringar i klippor och så kallade "ryssugnar" finns det gott om i området.

## Fastighets AB Sunnan
Skärgårdscentrum Korpoström stod färdigt år 2004 och öppnades officiellt år 2005, då under namnet Sjöhuset Sunnan. Byggkostnaderna för centret uppgick till 3,5 miljoner euro och arkitekter för byggnaden var Bengt Lundsten och Michael Granit. Skärgårdscentrum ägs av fastighetsbolaget Sunnan, vars aktieägare är Åbolands skärgårdsstiftelse, Forststyrelsen och Pargas stad. Tidigare majoritetsägaren Stiftelsen för Åbo Akademi donerade sina aktier till Skärgårdsstiftelsen år 2015. De aktier som ursprungligen ägdes av Korpo kommun överfördes till Pargas stad vid kommunsammanslagningen år 2009.

## Senaste utställningarna vid Skärgårdscentrum
- 2020–2021 Piscatus – fisken och människan[16][17]
- 2019: Out to Sea? The Plastic Garbage Project[18]
- 2018: Ofredstider – 1700-talets krigsår i skärgården[19]
- 2017: Nya vyer – Victor Westerholm i skärgården[20]